# Liste der Monuments historiques in Vadenay
Die Liste der Monuments historiques in Vadenay führt die Monuments historiques in der französischen Gemeinde Vadenay auf.

## Liste der Objekte
| Bezeichnung  | Beschreibung                     | Standort                        | Kennzeichnung | Schutzstatus | Datum | Bild |
| ------------ | -------------------------------- | ------------------------------- | ------------- | ------------ | ----- | ---- |
| Bilderrahmen | Holz, vergoldet, 17. Jahrhundert | in der Kirche St-Étienne (Lage) | PM51002522    | Classé       | 1977  |      |